# Trichomycterus maculosus
Trichomycterus maculosus är en fiskart som beskrevs av Barbosa och Costa 2010. Trichomycterus maculosus ingår i släktet Trichomycterus och familjen Trichomycteridae. Inga underarter finns listade i Catalogue of Life.